# Estridsen (dinastia)
La casa di Estridsen fu una dinastia dei re di Danimarca dal 1047 al 1412. La dinastia prende il nome dalla sua antenata, Estrid Svendsdatter. La dinastia è talvolta chiamata Ulfingi, dal nome del marito di Estrid, Ulf Thorgilsson. La dinastia diede anche tre dei sovrani della Svezia negli anni 1125-1412. Il loro stemma dinastico divenne lo stemma della Danimarca e quindi influenzò lo stemma di Tallinn e lo stemma dell'Estonia.
La Corte Reale di Danimarca non distingue tra le diverse case reali tra i primi re danesi, ma usa il termine "discendenti di Gorm il Vecchio" per tutti i monarchi prima degli Oldenburg.

## Storia
Il nome della dinastia Estridsen ricorda la loro acquisizione della corona danese attraverso il matrimonio di Ulf Thorgilsson con Estrid Svendsdatter della dinastia dei Knýtlinga (Gorm), figlia di Sweyn Barbaforcuta e sorella di Canuto il Grande. Le genealogie successive (introdotte dallo storico danese Jakob Langebek nel XVIII secolo) fanno risalire la dinastia al leader dei vichinghi di Jomsborg, Styrbjörn il Forte, un rampollo della famiglia reale svedese, che a sua volta discende dal leggendario re Sigurðr Hringr, considerato come mitico dalla maggior parte degli storici moderni (nessuna fonte effettiva menziona tale ascendenza). L'ascendenza affidabile risale a non prima del padre di Ulf, l'oscuro Thorgil Sprakling e il nonno Björn (nelle fonti chiamato Ursius), quest'ultimo quindi identificato come Styrbjörn da Langebek.
La dinastia raggiunse il suo apice con l'Unione Kalmar, quando i suoi membri regnarono come re di Danimarca, Norvegia e Svezia in unione personale. La dinastia terminò nel 1412 con la morte dell'ultimo membro, la regina Margherita I. Tutti i successivi monarchi di Danimarca sono discendenti cognatici della dinastia degli Estridsen.

## Albero genealogico

### Da Thorgil Sprakling a Eric I il Buono
1. Thorgil Sprakling;
  1. Ulf Thorgilsson, assassinato nel 1026, probabilmente jarl in Inghilterra dal 1017 ⚭ Estrid Svendsdatter (990/997-1057/1073), figlia di Sweyn Barbaforcuta (c. 960-1014) e una sorella di Canuto I d'Inghilterra (985 circa o 995-1035);
    1. Sweyn II di Danimarca (1019 circa-1076[5][6]), jarl dal 1042, re di Danimarca dal 1047;
      1. Sweyn il Crociato, ucciso nel 1097 ⚭ Florinda († 1097), figlia di Oddone I, duca di Borgogna (Capetingi);
      2. Aroldo III (1040 circa- 1080);
      3. Sigrid ⚭ Godescalco († 1066), un principe degli Obotriti (Naconidi);
      4. San Canuto IV (1042 circa-1086), jarl di Zelanda dal 1076, re di Danimarca dal 1080 ⚭ Adela (1064 circa-1115), figlia di Roberto I, conte delle Fiandre;
        1. Beato Carlo I il Buono (1083-1127), assassinato il 2 marzo 1127 a Bruges, conte delle Fiandre dal 1119 ⚭ attorno al 1119 Margherita, figlia di Rinaldo II, conte di Clermont-en-Beauvaisis;
        2. Cecilia (1085/86 circa-1131) ⚭ Erik, Jarl di Västergötland;
        3. Ingerid (1085/86 circa - ?) ⚭ Folke il Grasso, jarl in Svezia.

      5. Olaf I (1050 circa-1095), jarl dello Jutland Meridionale dal 1080, re di Danimarca dal 1086 ⚭ Ingegerd, figlia del re di Norvegia Harald III Hardrada (Bellachioma);
      6. Ingerid ⚭ attorno al 1070 al re Olaf III di Norvegia;
      7. Eric I il Buono (1060 circa, Slangerup, Danimarca - 10 luglio 1103, Pafo, Cipro), jarl di Zelanda dal 1080, re di Danimarca dal 1095 - per i suoi discendenti, vedi sotto
      8. Svend Tronkræver († 1104);
        1. Henrik Skadelår (1090 circa-4 giugno 1134).
          1. Magnus II di Svezia († 1161), re di Svezia dal 1160 ⚭ Brigida, figlia del re Harald IV Gille di Norvegia;
          2. Canuto († 12 marzo 1162), duca dello Jutland Meridionale dal 1150, duca dello Jutland dal 1157;
          3. Buris (1130-1167), duca dello Jutland meridionale dal 1162 ⚭ attorno al 1166 a una figlia di Ermanno II, conte di Winzenburg.

      9. Niels, ucciso il 25 giugno 1134, re di Danimarca dal 1104 ⚭Margareta Fredkulla, una figlia del re di Svezia Ingold il Vecchio (Stenkil).
        1. Magnus I (1106 circa-4 giugno 1134), duca di Västergötland dal 1125, re di Danimarca dal 1134 ⚭ Richeza, figlia di Bolesław III Wrymouth (Piast).
          1. Canuto V (1129 circa-9 agosto 1157), duca di Jutland dal 1147, co-sovrano di Danimarca dal 1154 ⚭ nel 1156 Elena, figlia del re Sverker I di Svezia (Sverker).
            1. San Niels († 1180);
            2. Valdemaro († 18 luglio 1236 nell'abbazia di Cîteaux), vescovo di Schleswig dal 1182 al 1208, arcivescovo di Brema nel 1192.

    2. Björn (ucciso nel 1049), conte in Inghilterra;
    3. Asbjörn († probabilmente nel 1086), jarl in Danimarca.

  2. Gytha Thorkelsdóttir ⚭ Godwin del Wessex (Godwin). Uno dei loro figli fu il re d'Inghilterra Aroldo II d'Inghilterra;
  3. Eilaf (menzionato per la prima volta nel 1009), earl in Inghilterra.

### Da Eric I il Buono a Cristoforo I
1. Eric I il Buono (1060 circa, Slangerup, Danimarca - 10 luglio 1103, Pafo, Cipro), jarl di Zelanda dal 1080, re di Danimarca dal 1095 - per i suoi ascendenti, vedi sopra
  1. San Canuto Lavard (12 marzo 1096-7 gennaio 1131), re dello Jutland meridionale dal 1115, re dei Venedi dal 1129 ⚭ Ingeborg, figlia di Mstislav I di Kiev (Rjurikidi);
    1. Cristina (1118 circa -1139) ⚭  re Magnus IV di Norvegia;
    2. Valdemaro I il Grande (14 gennaio 1131 - 12 maggio 1182), re di Danimarca ⚭ nel 1157 Sofia di Minsk († 5 maggio 1198), figlia di Volodar di Minsk;
      1. (illegittimo) Cristoforo († 1173), duca dello Jutland meridionale;
      2. Sofia († 1208) ⚭ Sigfrido III, conte di Orlamünde († 1206);
      3. Canuto VI (1163-12 novembre 1202), re di Danimarca dal 1182 ⚭ nel 1177 Gertrude, figlia di Enrico il Leone (Welfen);
      4. Valdemaro II (1170-28 marzo 1241), re di Danimarca dal 1202 ⚭ (I) nel 1205 con Dagmar, figlia del re Ottocaro I di Boemia (Přemyslidi) ⚭ (II) nel 1214 con Berengaria, figlia del re del Portogallo Sancho I (Casa capetingia di Borgogna);
        1. (illegittimo) Niels, conte di Halland dal 1216 - per i discendenti, vedi conti di Halland, estintosi nel 1314;
        2. (illegittimo) Canuto (1211-15 ottobre 1260), duca d'Estonia dal 1219, duca di Blekinge dal 1232, duca di Lolland da prima del 1260 ⚭ Edvige, una figlia di Swietopelk I, duca di Pomerania - per i discendenti, vedi Signori di Skarsholm, estintosi prima del 1408;
        3. (I) Valdemaro il Giovane (c. 1209-28 novembre 1231), co-sovrano della Danimarca dal 1215 ⚭ Eleonora, una figlia del re del Portogallo Alfonso II (Casa capetingia di Borgogna);
        4. (II) Eric IV (1216 circa-9 agosto 1250), re di Danimarca dal 1241 ⚭ nel 1239 Jutta, figlia di Alberto I, duca di Sassonia (Ascanidi).
          1. Sofia (1241–1286) ⚭ Valdemaro, re di Svezia (Casato di Folkung);
          2. Ingeborg († 1287) ⚭ Magnus VI, re di Norvegia (Dinastia Bellachioma);
          3. Jutta (1246–1286/95), amante di Valdemaro, re di Svezia e cognato, poi badessa di Sant'Agneta;
          4. Agnese (1249-dopo il 1290), fondatrice badessa di S. Agneta.

        5. Sofia (1217-2 novembre 1247) ⚭ nel 1230 con Giovanni I, margravio di Bradenburgo († 3 aprile 1266) (Ascanidi);
        6. Abele (1218-29 giugno 1252), re di Danimarca dal 1250 ⚭ Matilda di Holstein († 1288) - per i suoi discendenti, vedi sotto
        7. Cristoforo I (1219-29 maggio 1259), re di Danimarca dal 1252 ⚭ nel 1248 Margherita di Sambiria, figlia del duca Sambor II di Pomerania - per i suoi discendenti, vedi sotto

      5. Ingeburge (1175-29 luglio 1236) ⚭ nel 1193 con il re di Francia Filippo II († 14 luglio 1223) (Capetingi);
      6. Elena (1180 circa-22 novembre 1233) ⚭ nel 1202 con il duca Guglielmo di Lüneburg († 1213) (Welfen);
      7. Richenza (1190-1220) ⚭ il re di Svezia Eric X († 1216).

  2. Harald Kesja (1080-1135), dal 1102 al 1103 reggente di Danimarca ⚭ Ragnhild Magnusdotter, una figlia del re Magnus III di Norvegia;
    1. Björn Ironside († 1134) ⚭ Catherine Ingesdotter, figlia del re di Svezia Inge I;
      1. Cristina († 1170) ⚭ re di Svezia Eric IX († 18 maggio 1160), re di Svezia dal 1156 (Casato di Erik).

    2. Olaf († 1143 circa), anti-re danese.
      1. (illegittimo) Harald Skrænk, leader di una ribellione contadina in Scania attorno al 1182;

  3. Ragnhild Eriksdatter ⚭ Hakon Sunnivasson;
    1. Eric III (1120 circa-27 agosto 1146), re di Danimarca dal 1137 ⚭ nel 1155 con Liutgarda, figlia del margravio della marca del Nord e conte di Stade Rodolfo I di Stade (Odoniani);
      1. (illegittimo) Magnus Eriksen, imprigionato nel 1178.

  4. Eric II (1090 circa-18 luglio 1137), re di Danimarca dal 1134 ⚭ Malmfred, figlia del Gran Principe Mstislav I di Kiev (Rjurikidi).
    1. Sweyn III (1125 circa-23 ottobre 1157), re di Zelanda dal 1147, re di Danimarca dal 1152  ⚭ Adela, una figlia di Corrado, margravio di Meißen (Wettin).
      1. Liutgarda ⚭ il margravio d'Istria e di Carniola Bertoldo I († 1188) (Andechs).

### Duchi di Schleswig (Abelslægten)
1. Abele (1218-29 giugno 1252), re di Danimarca dal 1250 ⚭ Matilda di Holstein († 1288) - per i suoi antenati, vedi sopra
  1. Valdemaro III († 1257), duca di Schleswig, (o, come lo chiamano i danesi, Jutland Meridionale) dal 1253;
  2. Sofia (1240-dopo il 1284) ⚭ Bernardo I, principe di Anhalt-Bernburg (1218 circa-1287) (Ascanidi). Cristiano I di Danimarca fu il loro bis-bis-bis-pronipote e l'attuale regina Margherita II discende da Cristiano I;
  3. Eric I († 27 maggio 1272), duca di Schleswig dal 1260 ⚭ Margherita, una figlia di Jaromar II, principe di Rügen;
    1. Valdemaro IV († 1312), duca di Schleswig dal 1283 ⚭ Elisabetta, figlia di Giovanni I, duca di Sassonia (Ascanidi);
      1. Eric II (1290 circa-12 marzo 1325), duca di Schleswig dal 1312 ⚭ Adelaide, figlia di Enrico I, conte di Holstein-Rendsburg (Schaumburg);
        1. Valdemaro V (1314–1364), duca di Schleswig dal 1325 al 1326 e dal 1330 al 1364, re di Danimarca come Valdemaro III dal 1326 al 1330 ⚭ Richardis, figlia di Gunzelino VI, conte di Schwerin;
          1. Valdemaro (1338 circa-1360);
          2. Enrico (1342 circa-agosto 1375), duca di Schleswig dal 1364.

        2. Helvig († 1374) ⚭ il re Valdemaro IV di Danimarca († 24 ottobre 1375) - vedi sotto
        3. (illegittimo) Valdemar Eriksen Sappi († 1398).

      2. (illegittimo) Abel Valdemarsen - per i discendenti, famiglia Rynd, estintasi nel 1405.

    2. Margherita († dopo il 1313) ⚭ Helmold III, conte di Schwerin;
    3. Eric Longbone (1272–1310), signore di Langeland ⚭ Sofia, una figlia di Burcardo VII, burgravio di Magdeburgo.

  4. Abele (1252-2 aprile 1279), signore di Langeland ⚭ Matilda, figlia di Gunzelino III, conte di Schwerin.

### Da Cristoforo I a Margherita I
1. Cristoforo I (1219-29 maggio 1259), re di Danimarca dal 1252 ⚭ nel 1248 Margherita Sambiria, figlia del duca di Pomerania Sambor II - per i suoi antenati, vedi sopra
  1. Eric V "Klipping" (1249 - 22 novembre 1286), re di Danimarca dal 1259 ⚭ Agnese, una figlia di Giovanni I, margravio di Brandeburgo (Ascanidi);
    1. Eric VI Menved (1274-13 novembre 1319), re di Danimarca dal 1286 ⚭ Ingeborg Magnusdotter (1277-1319), figlia del re Magnus III di Svezia (Casato di Folkung);
    2. Cristoforo II (29 settembre 1276-2 agosto 1332), re di Danimarca dal 1320 al 1326 e dal 1329 al 1332 ⚭ Eufemia, figlia di Bogislaw IV, duca di Pomerania (Greifen);
      1. Margherita, (1305–1340) ⚭ Ludovico V, duca di Baviera († 18 settembre 1361) (Wittelsbach);
      2. Eric (1305-1331 o 1332), eletto re di Danimarca nel 1321 ⚭Elisabetta, figlia di Enrico I, conte di Holstein-Rendsburg (Schaumburg);
      3. Ottone (1310 circa-dopo il 1341), duca di Lolland ed Estonia;
      4. Valdemaro IV "Atterdag" (1320 circa-24 ottobre 1375), re di Danimarca dal 1340 ⚭ Helvig, figlia di Eric II, duca di Schleswig - vedi sopra
        1. Cristoforo († 11 giugno 1363), duca di Lolland dal 1359;
        2. Ingeborg (1 aprile 1347-prima del 16 giugno 1370) ⚭ Enrico III, duca di Meclemburgo († 24 aprile 1383). Furono i nonni di Eric di Pomerania (re di Norvegia come Eric III, re di Danimarca come Eric VII e re della Svezia come Eric XIII);
        3. Margherita I (marzo 1353-28 ottobre 1412), regina regnante di Danimarca dal 1375 al 1385 e dal 1387 al 1396, regina regnante di Norvegia dal 1380 al 1385 e dal 1387 al 1398, regina regnante di Svezia dal 1389 al 1396, co-fondatrice dell'Unione di Kalmar nel 1397 ⚭ nel 1363 Haakon Magnusson († 1380), re di Norvegia dal 1355 come Haakon VI, re di Svezia dal 1362 al 1364 come Håkan.
          1. Olaf II (1370-23 agosto 1387), re di Danimarca dal 1376, re di Norvegia dal 1380, re di Danimarca dal 1385.

      5. (illegittimo) Erik Christoffersen Løvenbalk, la sua discendenza maschile, la famiglia Løvenbalk, si estinse dopo il giugno 1598. Federico VIII, duca di Schleswig-Holstein, discende da lui in linea femminile e sua nipote Elena Adelaide si sposò con la famiglia reale danese.

    3. Richenza († prima del 27 ottobre 1318) ⚭ Nicola II, signore di Werle († 1316) (Meclemburgo). Cristiano I di Danimarca fu il loro bis-bis-pronipote, l'attuale regina Margherita II discende da Cristiano I;
    4. Marta († 2 marzo 1341) ⚭ nel 1298 Birger Magnusson († 31 maggio 1321), re di Svezia dal 1290.

  2. Matilda ⚭ Alberto III, margravio di Brandeburgo-Salzwedel († 1300) (Ascanidi);
  3. Margherita (1257 circa-1306) ⚭ Giovanni II, conte di Holstein-Kiel († 1321) (Schaumburg).